# جوزيف هيلغر
جوزيف هيلغر (بالفرنسية: Joseph Hilger)‏ هو منافس ألعاب قوى لوكسمبورغي، ولد في 1903 في Mensdorf ‏ في لوكسمبورغ، وتوفي في 29 مارس 1990 في إيش سوغ ألزيت في لوكسمبورغ.

## وصلات خارجية
- جوزيف هيلغر على موقع أوليمبيديا (الإنجليزية)